# Svínoyar kirkja
 Svínoyar kirkja er en kirke på Færøerne i bygden Svinoy på øen Svinoy. Kirken er hjemmehørende i Norðoya eystara prestagjald og Færøernes folkekirke.
Kirken blev indviet den 20. juli 1979 og er opført i sten, mens korenden er tresidet. På vestenden af taget sidder en tagrytter med et højt gråt pyramidetag. Kirken har 5 vinduer samt indgangsdøren på sydsiden, og seks vinduer på nordsiden. Kirken har tøndehvælv.
Altertavlen forestiller Jesus hos Martha og Maria, et kopi efter et billede af Carl Bloch, som hænger i Frederiksborg Slotskirke. Altersølvet stammer fra kirkens opførsel. Døbefonten er af sten og hugget af en lokal. I forkirken står en gammel gravsten, fundet under kirken. Under loftet hænger kirkeskibet, en model af en slup.

## Kirkens historie
Under et kirkesyn i 1871 bemærkes der, at den daværende kirkes træværk er rådent: "Når manglerne er så væsentlige i hele kirken, bør den rives ned og en ny opføres". Fra 1877 til 1879 bliver den nye kirke opført. Den blev lavet af kilet sten, og blev både større, højere og bredere end de tidligere kirker på stedet. Arbejdet er udført af Johan A. Petersen fra Mikladalur.